# (2448) Sholokhov
(2448) Sholokhov – planetoida z pasa głównego asteroid okrążająca Słońce w ciągu 4 lat i 245 dni w średniej odległości 2,79 au. Została odkryta 18 stycznia 1975 roku w Krymskim Obserwatorium Astrofizycznym w Naucznym na Półwyspie Krymskim przez Ludmiłę Czernych. Nazwa planetoidy pochodzi od Michaiła Szołochowa, rosyjskiego pisarza, laureata nagrody Nobla. Przed nadaniem nazwy planetoida nosiła oznaczenie tymczasowe (2448) 1975 BU.